# Dance Club Massacre
Dance Club Massacre est un groupe américain de deathcore, originaire de Chicago, dans l'Illinois. Formé en 2004, le groupe est à l'origine un simple projet d'enregistrement entre les membres fondateurs Nick Seger et Kurt Latos. Après avoir enregistré trois chansons décrites comme « Halloween-core » et les avoir distribuées à des amis, le projet est devenu un groupe complet lorsque les amis ont commencé à répéter les uns avec les autres tout en étant à l'université.
Dance Club Massacre est composé de Nick Seger (chant), Jon Caruso (batterie), Chris Mrozek (basse), Mitch Hein (guitare) et Matt Hynek (claviers). Avant leur séparation en 2010, ils étaient signés chez Metal Blade Records, et sa division Black Market Activities.

## Histoire
Dance Club Massacre est formé en 2004 à Lansing, Illinois, sous la forme d'un duo composé de Nick Seger et Kurt Latos avant d'acquérir un groupe complet composé d'amis, dont la plupart étaient des étudiants[1]. Le groupe a enregistré sa première démo début 2005 chez Blam Recording à Chicago, simplement intitulée Demo, avec le producteur Eric Butkus. La démo comporte sept titres et 150 exemplaires pressés à la main sont éditées. Ces copies de la démo sont vendues lors de concerts et par le biais de leur profil Myspace. Peu après la sortie de la démo, Matt Hynek prend la place de Kurt Latos en tant que claviériste.
En avril 2006, tous les exemplaires de la démo sont vendues, ce qui a poussé Dance Club Massacre à enregistrer leur premier album studio, Feast of the Blood Monsters, avec le même ingénieur qui avait enregistré leur démo. Six des sept titres de la démo sont réenregistrés pour l'album. Feast of the Blood Monsters est autoédité et 1 100 exemplaires sont produits dans un emballage réel, vendus dans des magasins de disques indépendants locaux, lors de concerts et sur Interpunk. L'album restera dans le top 50 d'Interpunk depuis sa sortie. Ils jouent ensuite au Warped Tour 2006. Après avoir été remarqué par Black Market Activities, ils sont signés par le label, et leur premier album est réédité par Black Market et Metal Blade avec une production améliorée et une pochette différente,.
En 2008, le groupe se rend à Syracuse, dans l'État de New York, pour enregistrer son deuxième album, Circle of Death, avec Jason Randall aux More Sound Studios. En 2009, le groupe est plutôt inactif, bien que leur page Facebook soit mise à jour occasionnellement avec des photos des membres regroupés en répétition, ils n'ont toujours pas joué un seul concert depuis 2009, mais en même temps n'ont pas nié la possibilité d'une réunion.

## Style musical, influences et concept
Dance Club Massacre joue un style musical expérimental, influencé par de nombreux groupes de metal extrême et de metalcore, notamment Dimmu Borgir, Cradle of Filth, An Albatross, The Locust, Daughters, Converge, Horse the Band, Fantômas, Pig Destroyer et Between the Buried and Me. Leurs paroles sont généralement axées sur des sujets tels que la fête, les filles, l'alcool et la joie de vivre en général, plutôt que sur les thèmes morbides ou agressifs que les groupes de metal extrême emploient traditionnellement.
En ce qui concerne le genre, le groupe inclurait une grande variété de genres dans sa musique, y compris le metal expérimental,, le black metal,,, le death metal,, le grindcore, le math rock, le post-hardcore, et le thrash metal,. Cependant, le groupe est principalement reconnu comme un groupe de deathcore.

## Discographie
- 2005 : Dance Club Massacre (démo)
- 2006 : Feast of the Blood Monsters (album, réédité en 2007 par Black Market Activities)
- 2008 : Circle of Death (album, Black Market Activities)